# Filip Kubala
Filip Kubala (Třinec, 2 settembre 1999) è un calciatore ceco, attaccante del Baník Ostrava.

## Caratteristiche tecniche
È una seconda punta.

## Carriera
Cresciuto nel settore giovanile dello Slovácko, ha esordito in prima squadra il 4 ottobre 2015 in occasione dell'incontro di 1. liga perso 4-0 contro lo Sparta Praga.

## Statistiche
Statistiche aggiornate al 29 ottobre 2020.

### Presenze e reti nei club
| Stagione        | Squadra         | Campionato      | Campionato | Campionato | Coppe nazionali | Coppe nazionali | Coppe nazionali | Coppe continentali | Coppe continentali | Coppe continentali | Altre coppe | Altre coppe | Altre coppe | Totale | Totale | Totale |
| Stagione        | Squadra         | Comp            | Pres       | Reti       | Comp            | Pres            | Reti            | Comp               | Pres               | Reti               | Comp        | Pres        | Reti        | Pres   | Reti   |        |
| --------------- | --------------- | --------------- | ---------- | ---------- | --------------- | --------------- | --------------- | ------------------ | ------------------ | ------------------ | ----------- | ----------- | ----------- | ------ | ------ | ------ |
| 2015-2016       | Slovácko        | 1L              | 1          | 0          | CRC             | 0               | 0               |                    | -                  | -                  |             | -           | -           | 1      | 0      |        |
| 2016-2017       | Slovácko        | 1L              | 1          | 0          | CRC             | 0               | 0               |                    | -                  | -                  |             | -           | -           | 1      | 0      |        |
| 2017-2018       | Slovácko        | 1L              | 22         | 2          | CRC             | 3               | 2               |                    | -                  | -                  |             | -           | -           | 25     | 4      |        |
| 2018-gen. 2019  | Slovácko        | 1L              | 11         | 1          | CRC             | 2               | 0               |                    | -                  | -                  |             | -           | -           | 13     | 1      |        |
| gen.-giu. 2019  | Viktoria Žižkov | FNL             | 14         | 3          | CRC             | 0               | 0               |                    | -                  | -                  |             | -           | -           | 14     | 3      |        |
| 2019-gen. 2020  | Fotbal Třinec   | FNL             | 15         | 7          | CRC             | 0               | 0               |                    | -                  | -                  |             | -           | -           | 15     | 7      |        |
| gen.-giu. 2020  | Karviná         | 1L              | 3          | 0          | CRC             | 1               | 0               |                    | -                  | -                  |             | -           | -           | 4      | 0      |        |
| 2020-2021       | Slovácko        | 1L              | 1          | 0          | CRC             | 1               | 0               |                    | -                  | -                  |             | -           | -           | 2      | 0      |        |
| Totale carriera | Totale carriera | Totale carriera | 68         | 13         |                 | 7               | 2               |                    | -                  | -                  |             | -           | -           | 75     | 15     |        |